# Syriolytta
Syriolytta is een geslacht van kevers uit de familie oliekevers (Meloidae).
Het geslacht is voor het eerst wetenschappelijk beschreven in 1962 door Kaszab.

## Soorten
Het geslacht omvat de volgende soort:
- Syriolytta suturifera (Pic, 1899)